# Computer Physics Communications
Computer Physics Communicationsとはエルゼビアが発行する査読付き科学学術雑誌である。
この雑誌は計算方法、数値解析、そして物理学と物理化学をサポートしたハードウェアとソフトウェア開発を扱っている。関連する雑誌にComputer Physics Communications Program Libraryがあり、情報源は雑誌に掲載されたコンピュータプログラムを収容している。Libraryへのアクセスは雑誌の購読で可能になるが、購読機関でなくても個人購読契約ができる。
2008年現在、主要な共同編集者は北アイルランドのクイーンズ大学ベルファストに在籍するN・スタンレー・スコットでProgram Libraryのディレクターでもある。
この雑誌における2019年のインパクトファクターは3.627である。